# 那波野古墳
那波野古墳（なばのこふん）は、兵庫県相生市那波野にある古墳。形状は円墳。兵庫県指定史跡に指定されている。

## 概要
兵庫県南西部、那波野平地に面した丘陵南麓（標高約25メートル）に築造された古墳で、前面には旧山陽道が通る。これまでにゴルフ場造成などによって墳丘は大きく改変されているほか、1982年（昭和57年）に測量調査が実施されている。
元の墳形は明らかでないが、直径25メートル程度の円形と推定され、現在は墳丘高さ6.3メートルを測る。埋葬施設は両袖式の横穴式石室で、南方向に開口する。石室全長10.6メートルを測る大型石室であり、相生市内では最大、兵庫県でも屈指の規模として注目される。古くより開口しており、副葬品は詳らかでない。
築造時期は、古墳時代終末期の7世紀前半頃と推定される。兵庫県・岡山県よりも畿内の石室に近い様相であり、畿内と関係の深い有力者が被葬者像として想定される。
古墳域は1980年（昭和55年）に兵庫県指定史跡に指定されている。現在では石室内への立ち入りは制限されている。

## 遺跡歴
- 1980年（昭和55年）3月26日、兵庫県指定史跡に指定。
- 1982年（昭和57年）、相生市史編纂に伴う測量調査（天理大学博物館学研究室、1984年に報告）。

## 埋葬施設
埋葬施設としては両袖式横穴式石室が構築されており、南方向に開口する。石室の規模は次の通り。
- 石室全長：10.6メートル
- 玄室：長さ約3.9メートル、幅約2.8メートル、現在高さ約3メートル

石室の石材は近辺の溶結凝灰岩で、巨石を使用する。玄室は、兵庫県・岡山県の大型石室とは異なり、岩屋山古墳（奈良県明日香村）に近い平面形を呈する。

## 文化財

### 兵庫県指定文化財
- 史跡
  - 那波野古墳 - 1980年（昭和55年）3月25日指定。

## 関連施設
- 相生市立歴史民俗資料館（相生市那波南本町）

## 関連文献
（記事執筆に使用していない関連文献）
- 天理大学博物館学研究室 編『那波野古墳 1982年8月調査 -兵庫県相生市大字那波野字下土穴-』相生市史編纂室、1984年。
- 『相生市史』 第5巻、相生市、1989年。
- 『那波野古墳・若狭野古墳と播磨の終末期古墳 -令和2年度（2020年度）特別展 展示解説-』相生市立歴史民俗資料館、2020年。